# Латинска купа
Латинската купа е западноевропейски футблен турнир на водещите клубове от края на 40-те години. Започнал като състезание между шампионите на Франция, Испания, Италия и Португалия, той завършва през 1957 г.
Носители на Латинската купа :
- 1949 – Барселона
- 1950 – Бенфика
- 1951 – Милан
- 1952 – Барселона
- 1953 – Реймс
- 1955 – Реал Мадрид
- 1956 – Милан
- 1957 – Реал Мадрид